# Клуб типографии «Красный пролетарий»
Клуб типографии «Красный пролетарий» (клуб «Рот фронт») — здание в стиле конструктивизма, расположенное по адресу Краснопролетарская улица, дом 32/34 в Тверском районе Москвы. Оно было построено по проекту молодого архитектора Семёна Пэна на средства Изогиза, открылось в ноябре 1930 года и стало первым в СССР клубом работников полиграфического производства. Клуб получил название в честь Союза красных фронтовиков (Rote Front) — немецкой коммунистической политической организации того времени. 
Здание имеет простую форму, дополненную разнохарактерными объёмами, что придаёт ему внешнее сходство с пароходом. Архитектор использовал все свойственные конструктивистской архитектуре приёмы — ленточное остекление, вертикальные и круглые окна, цилиндрические элементы и консольные козырьки. Центральную часть здания занимает зрительный зал на 500 человек, вокруг которого расположены остальные помещения, на крыше находится открытая терраса, ограниченная корабельными перилами. В советский период там работал летний буфет.
Первоначально планировалось применить в помещениях клуба фресковую роспись, эскизы которой подготовили члены Ассоциации монументалистов. Из-за бюрократических проволочек она не была выполнена. В результате, клуб открылся без декора и мебели. Также из-за недоработок при строительстве не функционировала вентиляция, а подвал оказался затоплен высоко проходящими грунтовыми водами.